# Umri (Uttar Pradesh)
Umri – miasto w północnych Indiach w stanie Uttar Pradesh, na Nizinie Hindustańskiej.
Populacja miasta w 2001 roku wynosiła 8816 mieszkańców.